# B&B (企業)
株式会社B&B（ビーアンドビー）は、かつて存在した家電量販店を運営する日本の企業。ビックカメラとベスト電器の合弁企業であった。

## 概要
当時、ビックカメラの支援の下で経営再建を進めていたベスト電器は、既存店舗網の見直しを行った結果、大型店の競争力強化、不採算店舗の活性化、閉店店舗の活用が課題となった。対応として、不採算店舗・閉店遊休店舗は型落ち品・展示品等を格安で販売するアウトレット業態「アウトレットベスト」に順次変更することとし、もう一つの軸として主に郊外の大型店を「ビックカメラ」店舗としてリニューアルし、ビックカメラのフランチャイジーとなって運営する方針が打ち立てられた。フランチャイジーとして設立されたのが当社である。
このB&Bによる「ビックカメラ」は、設立当初は両者にとっても大きな意味を持っていた。ビックカメラは自社の費用負担を減らして自社ブランドの店舗網を拡大することができる一方で、ベスト電器はアフターケアの部分を受け持つ。合弁に併せビックカメラの一部既存店舗でも、順次ベスト電器にアフターケアの部分が移される一方、現段階ではB&B運営店舗のみであるがオール電化システムの取次も始めていた。
設立時の報道発表では「今後順次ベスト電器の大型店舗を改装していく」こととしていたが、ベスト電器本体でも2010年4月に安売りに特化した大型店舗の新ブランド「B・B」（ビービー）を立ち上げ、月間2店舗のペースで既存大型店舗の転換を進める一方で、B&Bによる「ビックカメラ」店舗の展開は3店舗に留まり、うち1店舗は「ビックカメラ」から「B・B」に再リニューアルを行っている。このため、B&B事業の展開については先行き不透明となった。
なお、ビックカメラとベスト電器の提携時に店舗形態の変わった「ビックカメラベスト広島店（ひろしまMALL、現・ベスト電器B・B広島店）」はベスト電器広島本店のテナント扱いであり、B&Bの運営ではない。また、ベスト電器子会社のさくらやの閉鎖店舗の一部を「ビックカメラ」店舗として改装オープンしたが、これらもB&Bの運営ではなく、ビックカメラの直営店とされた。
2012年、ビックカメラが郊外型家電小売大手のコジマを傘下に収め、これと相前後してベスト電器もビックカメラと競合関係にあるヤマダ電機の子会社となったが、その時点ではB&Bの処遇については特に発表も行われず、店舗の営業は継続された。
2013年3月末をもってベスト電器とビックカメラの業務・資本提携契約が解除されたことを受け、4月25日にビックカメラは同年5月31日をもってB&Bに対するフランチャイズ契約を解除することを発表、B&Bの法人についても同年9月を予定に解散することが同日ベスト電器から発表された。営業中の2店舗はフランチャイズ契約満了日の2013年5月31日をもって閉店となり、アフターサービスについては近隣のコジマに引き継がれている。なお、閉店後の店舗跡地についてはともにベスト電器の店舗に再転換され、2013年6月14日にオープンした。

## 運営していた店舗

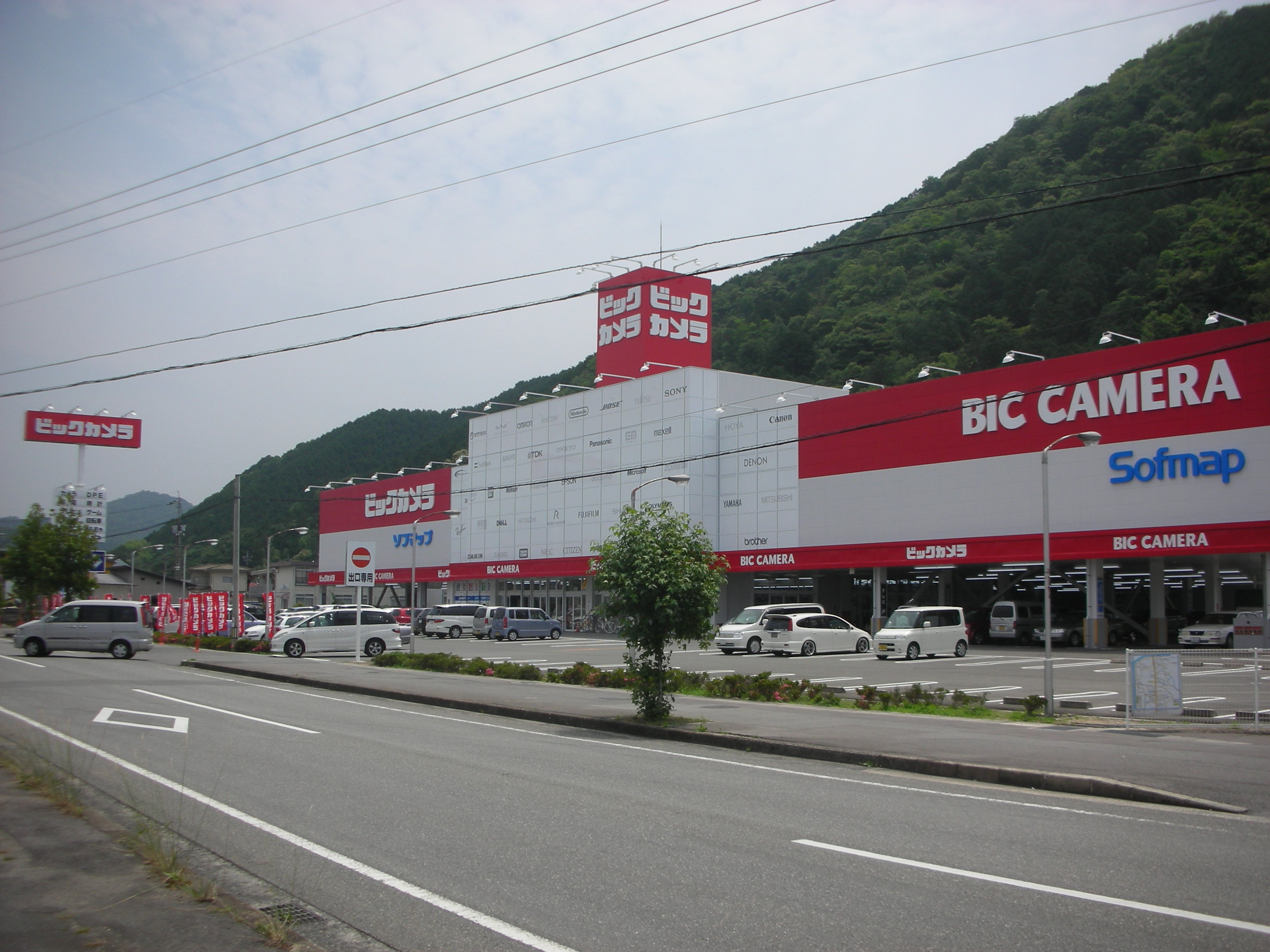
B&Bによる運営店舗であったビックカメラ山口店

- 山口店 - 旧ベスト電器山口本店。B&B第1号店。2013年5月31日閉店。
- 小倉南店 - 旧ベスト電器小倉南本店。第2号店。2013年5月31日閉店。
- 香椎店 - 旧ベスト電器New香椎店。第3号店。2011年2月11日よりベスト電器 B･B香椎本店として再リニューアル。

## 直営店との違い
ビックカメラ直営店と取り扱いが一部異なるサービスがあった。
ポイントカード
ビックカメラの店舗として扱われたため、ビックポイントカードがそのまま導入されていた（システムは直営店と共通）。一方で、B&Bによる各店舗では例外的にベスト電器のベストポイントカードも利用できた（ポイントの使用のみで、ポイントをためることは出来ない）。
電子マネー対応
B&Bによる各店舗では楽天Edy以外の電子マネー（Suica電子マネーを始めとする交通系電子マネーおよびWAON）での支払いに対応していなかった。
ハウスカード
B&Bによる各店舗ではビックカメラの提携カード（ビックカメラSuicaカード・ビックカメラJ-WESTカード）の受付を行っていなかった。
商品券
B&Bによる各店舗ではビックカメラの商品券を使用することが出来ず、ビックカメラ傘下となったコジマの商品券も使用することが出来なかった。

## CM
ビックカメラの店舗として扱われていたため当初は福岡県内店舗全てが一体的に放送されていたが、その後運営法人別に。山口店は単独で放送。